# Barry Fry
Berry Francis Fry (Havering, 7 aprile 1945) è un allenatore di calcio ed ex calciatore inglese, di ruolo centrocampista.

## Carriera

### Giocatore
Tra il 1962 ed il 1964 è in rosa con il Manchester Utd, con cui in precedenza aveva già giocato per un biennio nelle giovanili. Nella stagione 1964-1965 è invece al Bolton, con cui realizza una rete in 3 presenze nella seconda divisione inglese; nella stagione successiva gioca invece 6 partite in quarta divisione con il Luton Town, mentre nella stagione 1966-1967 disputa 13 partite in terza divisione con il Leyton Orient, club in cui milita anche nei mesi conclusivi della stagione 1967-1968 dopo aver militato per un periodo nei semiprofessionisti del Gravesend & Northfleet. Al termine della stagione 1967-1968, all'età di 23 anni, abbandona definitivamente il calcio professionistico: gioca comunque per ulteriori 6 stagioni a livello semiprofessionistico con vari club, ritirandosi definitivamente al termine della stagione 1973-1974.

### Allenatore
Inizia ad allenare nella stagione 1974-1975 nel Dunstable Town, dove porta in squadra l'ex nazionale inglese Jeff Astle ottenendo anche una promozione; al termine della stagione 1975-1976 viene però esonerato, ed anche nelle 2 stagioni successive continua ad allenare a livello semiprofessionistico, prima nell'Hillingdon Borough e poi nel Bedford Town. Dal 1978 al 1985 allena il Barnet, club con cui al termine della stagione 1978-1979 viene ammesso alla stagione inaugurale della Alliance Premier League (neonato campionato che de facto costituiva il quinto livello calcistico inglese ed era nato con l'ambizione di essere il principale campionato nazionale al di fuori della Football League, verso la quale per diversi anni non vi fu comunque un meccanismo formale di promozioni e retrocessioni automatiche legate alla classifica). Nel dicembre del 1985 lascia il club e va ad allenare il Maidstone Utd, sempre nella medesima categoria, salvo poi far ritorno al Barnet al termine della stagione 1985-1986.
Anche la sua seconda parentesi sulla panchina del club londinese dura 7 anni come la prima, ma è caratterizzata da un maggior numero di successi: oltre a vincere la Conference League Cup nella stagione 1988-1989 e vari trofei minori, il club si piazza al secondo posto in classifica nel campionato 1986-1987, nel campionato 1987-1988 e nel campionato 1989-1990, vincendo poi il campionato 1990-1991 grazie a cui, stante il meccanismo di promozioni e retrocessioni da e per la quarta divisione della Football League introdotto alcuni anni prima, il Barnet viene promosso in Fourth Division, venendo quindi ammesso in uno dei campionati della Football League per la prima volta nella sua storia. Dopo aver ottenuto la salvezza nella stagione 1991-1992, nella stagione 1992-1993 il club viene promosso per la prima volta nella sua storia in terza divisione: Fry si dimette però dall'incarico a 2 mesi dalla fine della stagione per andare ad allenare il Southend Utd, club di seconda divisione, dove conquista la salvezza. Nell'estate del 1993 cambia però nuovamente squadra, accasandosi al Birmingham City, altro club di seconda divisione: nella sua prima stagione, nella quale porta nel club Roger Willis (che aveva lanciato nel Barnet ad inizio anni '90) retrocede in terza divisione, mentre l'anno seguente vince sia il Football League Trophy che il campionato, riportando quindi subito la squadra in seconda divisione. Al termine della stagione 1995-1996, conclusa con un quindicesimo posto in classifica, viene esonerato.
Nell'estate del 1996 Fry va ad allenare il Peterborough Utd, in terza divisione; la sua prima stagione alla guida della squadra si conclude con una retrocessione in quarta divisione. Nella stagione 1999-2000 vincendo i play-off riconquista la terza divisione, categoria in cui rimane fino al termine della stagione 2004-2005, quando retrocede nuovamente in quarta divisione, venendo poi esonerato dopo 9 anni nel club.

## Palmarès

### Giocatore

#### Competizioni nazionali
- Coppa d'Inghilterra: 1

Manchester United: 1962-1963
- Southern Football League: 1

Bedford Town: 1969-1970

#### Competizioni regionali
- Essex Professional Cup: 1

Romford: 1968-1969
- Eastern Professional Floodlit Competition: 1

Bedford Town: 1970-1971

### Allenatore

#### Competizioni nazionali
- Campionato inglese di terza divisione: 1

Birmingham City: 1994-1995
- Football League Trophy: 1

Birmingham City: 1994-1995
- Football Conference: 1

Barnet: 1990-1991
- Conference League Cup: 1

Barnet: 1988-1989

#### Competizioni regionali
- Herts Senior Cup: 4

Barnet: 1979-1980, 1990–1991, 1991–1992, 1992–1993
- Hertfordshire Senior Challenge Cup: 1

Barnet: 1990-1991